# Sleepy Floyd
Eric Augustus "Sleepy" Floyd (* 6. März 1960 in Gastonia, North Carolina) ist ein ehemaliger US-amerikanischer Basketballspieler der New Jersey Nets, Golden State Warriors, Houston Rockets und San Antonio Spurs in der NBA. Der 1,91 Meter große Floyd spielte die Positionen des Point Guard und des Shooting Guard. Seinen Spitznamen erhielt er bei einem Baseballspiel in der vierten Klasse.

## Karriere
Floyd wurde im NBA-Draft 1982 von den Nets an 13. Position gezogen. Dort spielte Floyd aber nur eine halbe Saison, ehe er zu den Warriors transferiert wurde. Floyd erlebte dort viereinhalb Jahre als startender Guard, der sowohl die Spielmacherqualitäten eines Point Guard und die Wurfsicherheit eines Shooting Guard besaß. In diesen Jahren erzielte Floyd beständig 18 Punkte pro Spiel und steigerte seine Vorlagenrate von 3,5 (1983) auf 10,3 pro Spiel (1987). In diesem Jahr spielte er auch zum ersten und einzigen Mal im All-Star-Spiel und führte die damals chronisch erfolglosen Warriors zum ersten Mal seit Jahren in die Playoffs.
Floyd wurde dann zu den Rockets transferiert und blieb dort 5 Jahre, konnte aber trotz ordentlicher Leistungen nicht mehr ganz an seine Golden-State-Zeiten anknüpfen. Im Herbst seiner Karriere spielte er noch bei den Spurs und wieder den Nets, ehe Floyd im Alter von 34 aufhörte.

## Besondere Leistung
Floyd ist bei NBA-Fans für ein außergewöhnliches Spiel in den 1987-Playoffs gegen die späteren Titelgewinner Los Angeles Lakers um Superstar Magic Johnson bekannt. Vor dem 4. Spiel führte L.A. schon mit 3-0 und lag im 4. Viertel schon 98-83 vorne, und Floyd war bis dahin beim amtierenden "Besten Defensivspieler der NBA" Michael Cooper, gut aufgehoben. Doch dann erzielte Floyd gegen Cooper 29 Punkte in gerade mal 11 Minuten und führte Golden State zu einem 128-121-Sieg. Dies ist immer noch NBA-Playoffs-Rekord.